# Courrendlin
Courrendlin je obec ve švýcarském kantonu Jura. Žije zde přibližně 3 600 obyvatel.
K 1. lednu 2019 se Courrendlin sloučil s obcemi Rebeuvelier a Vellerat; vzniklá politická obec nese stále název Courrendlin.

## Geografie

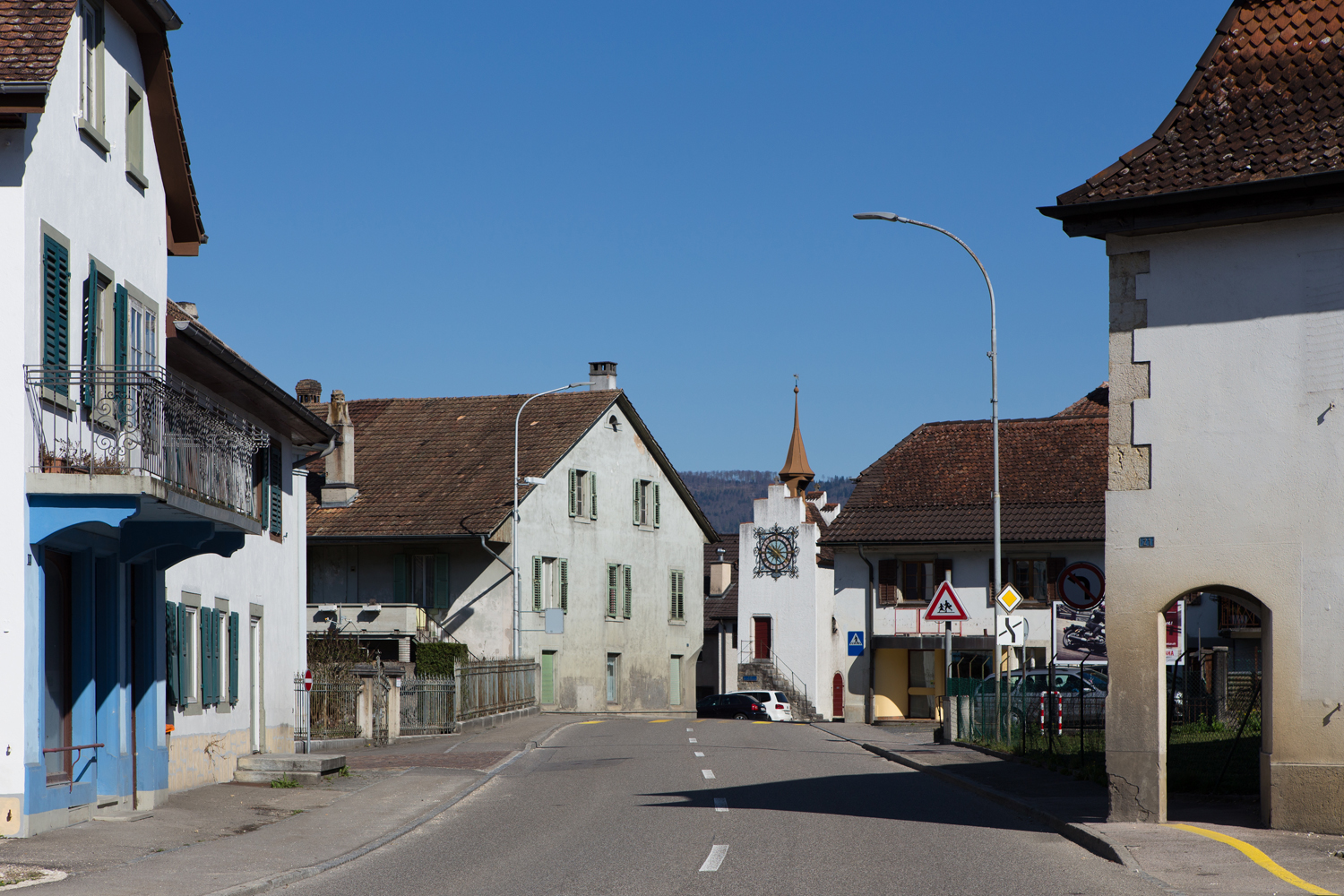
Centrum obce

Courrendlin leží v nadmořské výšce 436 m, vzdušnou čarou 4 km jihovýchodně od hlavního města kantonu, Delémontu. Seskupená obec se rozkládá po obou březích řeky Birs, při jejím vyústění ze soutěsky Choindez na jižním okraji Delémontské kotliny, široké prohlubně v pohoří Faltenjura.
Území obce o rozloze 11,1 km² pokrývá část v centrální části intenzivně zemědělsky využívané roviny Delémontské kotliny. Celou severní část území obce zabírá rovina Bellevie. Na západě se území rozkládá až k Montchaibeux (627 m n. m.), izolovanému lesnatému kopci v povodí Delsbergu. Na jihu se na území obce nachází soutěska Choindez, typická jurská soutěska vyhloubená řekou Birs s výraznými skalními stěnami, která je součástí systému soutěsek Gorges de Moutier. Na východě soutěsku lemuje vrchol Rochers du Midi (870 m n. m.) na Montcheminu a na západě strmá, hustě zalesněná hora Forêt de la Cendre (až 1029 m n. m.). Tato hora je součástí záhybu jurského masivu Le Mont. Na úplném jihu zasahuje území obce až ke svislému vápencovému hřebenu Roche Saint-Jean. V roce 1997 tvořila 13 % území obce zastavěná plocha, 41 % lesy a lesní porosty, 45 % zemědělské plochy a jen něco málo přes 1 % neproduktivní půda.
Courrendlin zahrnuje průmyslovou osadu Choindez (460 m n. m.) v soutěsce Choindez a několik samostatných zemědělských podniků. Sousedními obcemi Courrendlinu jsou Châtillon, Rossemaison, Delémont, Courroux a Val Terbi v kantonu Jura a Crémines, Grandval a Roches v kantonu Bern.

## Historie

Letecký pohled (1955)

První zmínka o obci pochází z roku 866 jako Rendelana Corte. V 9. století již byla součástí majetku opatství Moutier-Grandval. Současný název Courrendlin se poprvé objevil v roce 1179, ale v následujícím období se používaly také názvy Corrandlain nebo Rellendorf (1184), německý název Rennendorf (1285), Corrandelinim (1438) a Curraldin či Correndlin (1461).
Courrendlin si zachoval katolickou víru i po reformaci. V letech 1797–1815 patřil k Francii a zpočátku byl součástí départementu Mont-Terrible, od roku 1800 byl součástí départementu Haut-Rhin. Na základě rozhodnutí Vídeňského kongresu byla obec v roce 1815 přičleněna ke kantonu Bern a byla zařazena do okresu Moutier. Obyvatelé Courrendlinu se v jurských plebiscitech vždy vyslovili pro vznik kantonu Jura. Jako hraniční obec v okrese Moutier se Courrendlin v referendu 7. září 1975 rozhodl pro kanton Jura, v roce 1976 se stal součástí okresu Delémont a 1. ledna 1979 byl začleněn do nově vzniklého kantonu Jura.

## Obyvatelstvo
| Rok            | 1850 | 1900 | 1910 | 1930 | 1950 | 1960 | 1970 | 1980 | 1990 | 2000 |
| Počet obyvatel | 731  | 1908 | 2098 | 1921 | 2218 | 2418 | 2656 | 2435 | 2411 | 2435 |

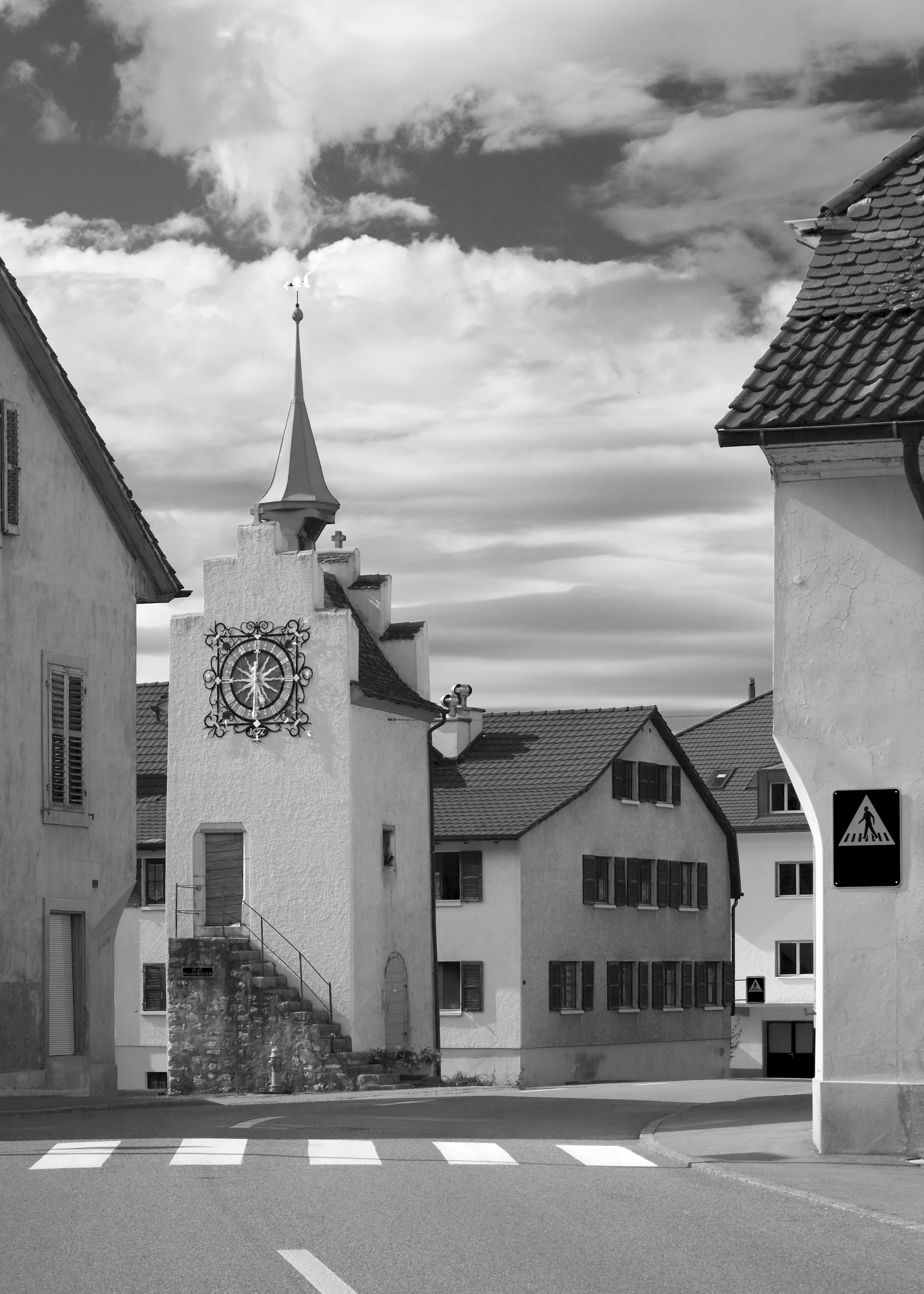
Věž Tour de l’horloge

Z celkového počtu obyvatel je 88,4 % francouzsky mluvících, 5,2 % německy mluvících a 1,8 % italsky mluvících (stav v roce 2000). Počet obyvatel Courrendlinu se v druhé polovině 19. století téměř ztrojnásobil. Po přechodném vrcholu kolem roku 1970 byl během hospodářské krize v 70. letech 20. století zaznamenán pokles o téměř 10 %. Od té doby počet obyvatel kolísá jen mírně.

## Hospodářství
Courrendlin se v polovině 19. století vyvinul ze zemědělské vesnice v průmyslovou obec. Významným zaměstnavatelem v obci je železárna Von Roll, která byla založena v Choindezu v roce 1843. Další pracovní místa jsou v odvětví strojírenství a výroby plastů. Severně od obce se v rovině nachází rozsáhlá oblast těžby štěrku a na konci rokle Choindez se v lomu těží jurský vápenec.

## Doprava
Obec má dobré dopravní spojení. Nachází se na frekventované průjezdní silnici z Delémontu do Moutier. Dálnice A16, která byla dokončena v roce 2017, se napojuje jak na švýcarskou státní silniční síť, tak na francouzskou dálniční síť a obchází obec i rokli Choindez na východě v 3 km dlouhém tunelu. Železniční trať Delémont–Moutier byla otevřena 16. prosince 1876 se stanicí v Courrendlinu, která je dnes uzavřena.